# Adán (revista)
Adán fue una revista chilena de carácter satírico, publicada por la editorial Zig-Zag entre 1966 y el 4 de mayo de 1967. La publicación fue fundada por Mercedes Valdivieso —quien sólo participó en las primeras tres ediciones—, con la idea de ironizar sobre el pensamiento masculino imperante en aquella época. Tuvo como colaboradores a los premios Nacionales de Literatura Efraín Barquero y Antonio Skármeta.

## Historia
Mercedes Valdivieso, escritora y precursora del feminismo en Chile, fundó la revista con la idea de transformar el pensamiento del hombre latinoamericano mediante la ironía y ridiculización de sus características. Adán se propuso ser una publicación de carácter confrontacional, con actos como mostrar a modelos desnudas en sus portadas. Esta acción fue criticada por los conservadores de la época, tildándola como una revista pornográfica. La revista incluía crónicas periodísticas y artículos sobre literatura y diseño.
La revista contó con un reducido equipo, con el artista austriaco Kurt Herdan como dibujante, María Elena Gertner a cargo de las entrevistas, Ana María Bustos y un entonces desconocido Antonio Skármeta a cargo de las traducciones del italiano e inglés respectivamente, y dos secciones: «La copia feliz del Adán», a cargo de Federico Guevara, y «Chile mágico», a cargo a Efraín Barquero, entre otros miembros.
Tras la publicación de la tercera edición de la revista, Valdivieso abandonó el equipo. Sin la dirección de la escritora nacional se alcanzaron a editar nueve números más, hasta la duodécima edición, el 4 de mayo de 1967.